# AMX Internacional
O consórcio AMX Internacional é um consórcio internacional criado para o desenvolvimento do projeto e construção do caça AMX International AMX, é formado pela Aermacchi (23.6%), Alenia (46.5%) e Embraer (29.7%). Cada empresa é responsável pela produção de partes da aeronave, sendo elas:
- Aermacchi: seções frontais e traseiras da fuselagem
- Alenia: seção central da fuselagem e cauda
- Embraer: asas, profundores, entradas de ar, trem de pouso e tanques de combustível

A companhia está sediada em Roma.